# Katastrofa lotu Arrow Air 1285

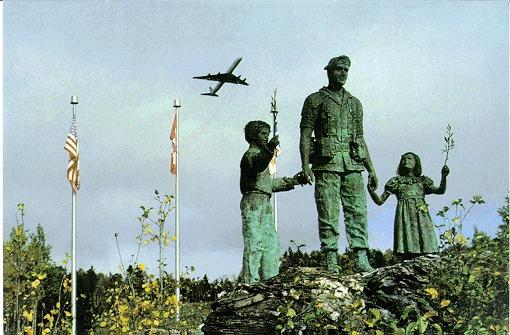
Pomnik w Gander

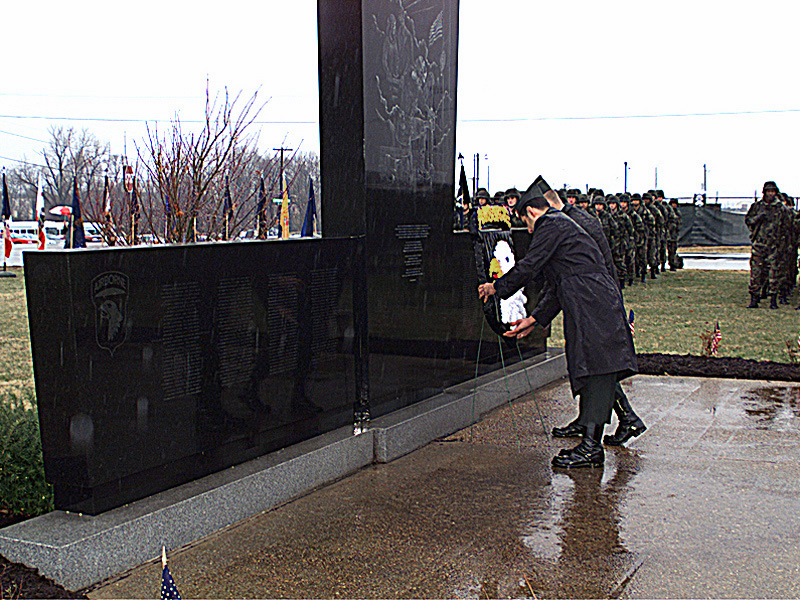
Pomnik w Fort Campbell

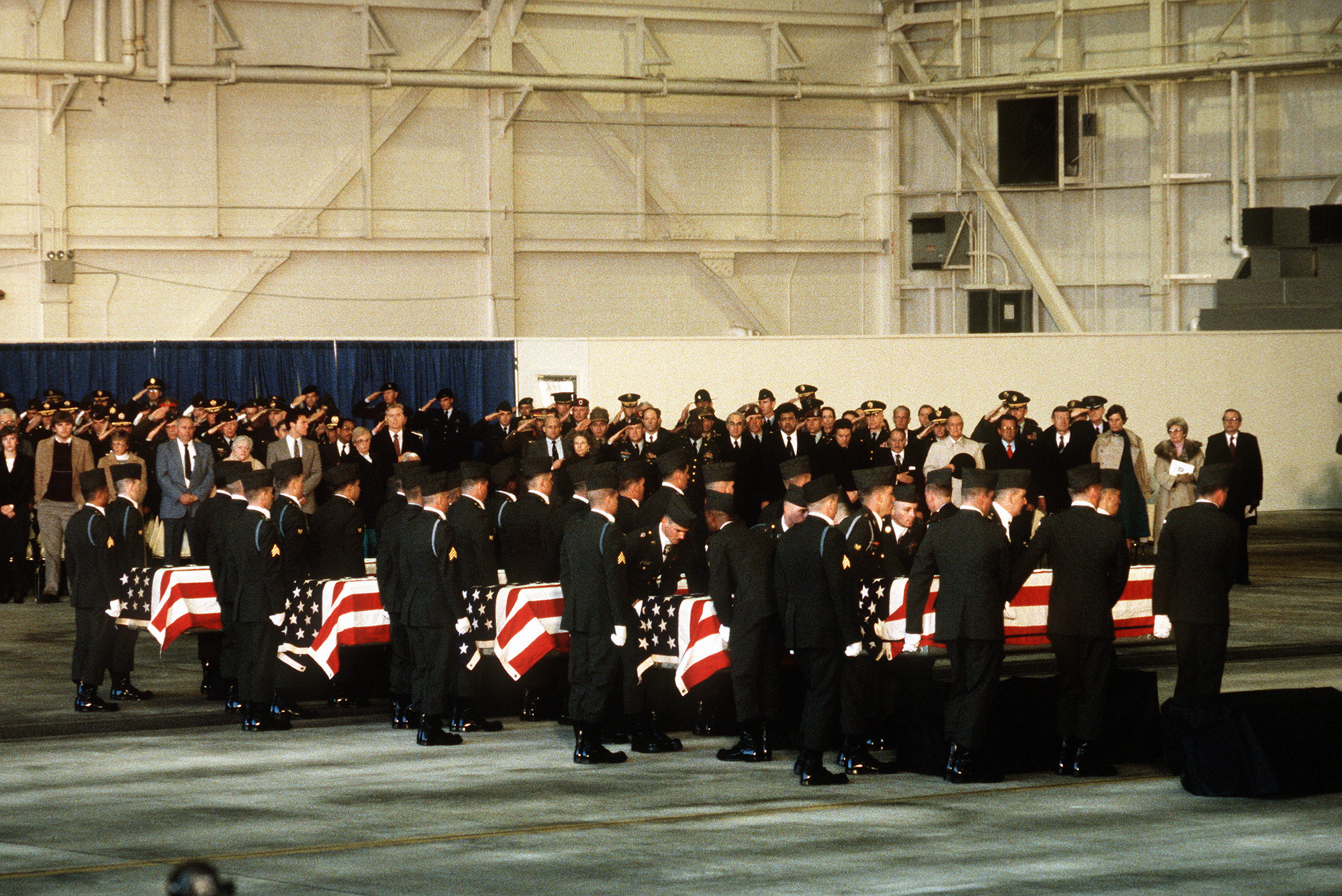
Pogrzeb ofiar katastrofy

Katastrofa lotu Arrow Air 1285 wydarzyła się 12 grudnia 1985 roku o godzinie 6:45 w miejscowości Gander, w kanadyjskiej prowincji Nowa Fundlandia i Labrador. McDonnell Douglas DC-8-63CF amerykańskich linii Arrow Air leciał z Kairu do Fort Campbell z międzylądowaniami w Kolonii i Gander. Rozbił się krótko po starcie z Gander zabijając 248 pasażerów i 8 członków załogi. Nikt nie przeżył katastrofy.
Prowadząca dochodzenie Kanadyjska Rada Bezpieczeństwa Transportu (CTSB) uznała za przyczynę katastrofy krytyczne zmniejszenie siły nośnej samolotu, spowodowane oblodzeniem skrzydeł. Dodała również, że powodem mogła być też eksplozja niewiadomego pochodzenia na pokładzie.

## Samolot
Samolot, który uległ katastrofie to McDonnell Douglas DC-8-63CF o numerze seryjnym 46058, oddany do użytku w 1969 roku. W październiku 1984 Arrow Air wypożyczyły samolot od International Air Leases. Napędzany czterema silnikami Pratt & Whitney JT3D-7, miał na swoim koncie 50 861 godzin lotu.

## Załoga i pasażerowie
Załogę samolotu stanowili kapitan John Griffin (45 lat; 7001 godzin lotu), pierwszy oficer John R. Connelly (45 lat; 5549 godzin lotu), mechanik pokładowy Michael „Mike” Fowler (48 lat; 9436 godzin lotu), oraz 5 członków załogi obsługujących kabinę pasażerską.
Pasażerami było 248 żołnierzy 101 Dywizji Powietrznodesantowej Armii Stanów Zjednoczonych.

## Przebieg wydarzeń
Samolot został wyczarterowany przez siły międzynarodowe Multinational Force & Observers (MFO), które w tamtym czasie prowadziły operację pokojową w Synaju. 11 grudnia 1985 o godzinie 20:35 (UTC) Douglas DC-8-63 wystartował z lotniska w Kairze w międzynarodowy lot do amerykańskiej bazy wojskowej Fort Campbell. 12 grudnia o 01:21, zgodnie z planem lotu, wylądował w Kolonii i po zmianie załogi wystartował ponownie do Gander o 02:50.
Samolot wylądował w Gander o 09:04. Pasażerowie opuścili pokład, a samolot został ponownie zatankowany, dokonano niezbędnych czynności (wyrzucenie nieczystości, uzupełnienie zapasów żywnościowych na dalszą część lotu). Mechanik pokładowy dokonał zewnętrznej obdukcji samolotu. Po ponownym ulokowaniu pasażerów w samolocie, rozpoczęło się kołowanie na drodze „D”, poprzez pas 13 do pasa 22. Rozbieg z pasa 22 rozpoczął się na skrzyżowaniu z pasem 13, o godzinie 6:45 (NTZ).
51 sekund po zwolnieniu hamulców samolot wzbił się w powietrze przy prędkości 167 węzłów i po osiągnięciu 172 węzłów prędkość ta zaczęła spadać. Samolot przeleciał nad autostradą transkanadyjską na małej wysokości i rozbił się w wyniku przeciągnięcia 20 sekund później, około kilometra od końca pasa startowego, po czym stanął w płomieniach.

## Śledztwo
Śledztwo w sprawie katastrofy lotu Arrow Air okazało się być bardzo trudnym, a niedostateczna ilość dowodów na postawione hipotezy spowodowała, że pod oficjalnym raportem podpisało się jedynie 5 z 9 członków komisji badającej przyczyny katastrofy. W toku badań ustalono następujące fakty:
- po wylądowaniu w Gander warunki meteorologiczne sprzyjały powstawaniu lodu na powierzchni skrzydeł, a przed odlotem nie dokonano odladzania samolotu,
- do przeciągnięcia doszło przy większej prędkości, niż zakłada to konstrukcja samolotu,
- samolot był za nisko, by wyjść z przeciągnięcia,
- w momencie uderzenia o ziemię silnik nr 4 miał mniejszą moc, niż pozostałe trzy, przy czym nie stwierdzono, by do jego awarii doszło w czasie lotu,
- masa startowa samolotu, obliczona przez załogę była około 6300 kg mniejsza niż faktyczna,
- do obliczenia masy pasażerów załoga użyła standardowej, przeciętnej masy, a nie faktycznej, jak nakazuje podręcznik eksploatacji linii Arrow Air,
- załoga Arrow Air nie rejestrowała wszystkich usterek samolotu, a ostatnia naprawa nie została wykonana zgodnie z zaleceniami producenta,
- dowody nie wskazują na pożar lub eksplozję przed uderzeniem o ziemię,
- dowody nie wskazują na włączenie odwracacza ciągu[1].

## Przyczyny
Kanadyjska Rada Bezpieczeństwa Transportu (CTSB) za najprawdopodobniejszą przyczynę katastrofy uznała oblodzenie krawędzi natarcia skrzydeł samolotu, które było bezpośrednią przyczyną przeciągnięcia. Czterech członków komisji wydało oświadczenie, że nie ma dostatecznych dowodów na oblodzenie skrzydeł i że ich zdaniem do katastrofy doszło w wyniku eksplozji na pokładzie i pożaru, które doprowadziły do awarii systemów i w efekcie do katastrofy.
Willard Estey, ówczesny Sędzia Sądu Najwyższego Kanady, orzekł w 1989 roku (po rewizji oficjalnego raportu), iż nie ma dowodów na to, by oblodzenie skrzydeł było ostateczną i jedyną przyczyną katastrofy lotu Arrow Air 1285.

## Następstwa
W dniu katastrofy odpowiedzialność została przypisana Islamskiemu Dżihadowi, organizacji militarno-terrorystycznej, będącej odłamem Hezbollahu.  Zarzut ten, postawiony przez anonimowego rozmówcę z Bejrutu, który zadzwonił do francuskiej agencji prasowej, został później oddalony przez rządy Kanady i Stanów Zjednoczonych.
W miejscu tragedii – nad jeziorem Gander oraz w bazie wojskowej Fort Campbell, będącej siedzibą 101 Dywizji Powietrznodesantowej Stanów Zjednoczonych powstały miejsca pamięci ku czci 256 ofiar lotu 1285 Arrow Air.